# Albinaria zilchi
Albinaria zilchi is een slakkensoort uit de familie van de Clausiliidae. De wetenschappelijke naam van de soort is voor het eerst geldig gepubliceerd in 1993 door Fauer.